# Bari NY
Bari NY è un singolo del cantautore italiano Maninni, pubblicato il 15 dicembre 2021.

## Descrizione
Il brano è scritto e composto dallo stesso cantautore con Diego Calvetti, il quale ha anche curato la produzione, e Luca Giura.

## Video musicale
Il video musicale, diretto da Mauro Lamanna, è stato pubblicato il 21 dicembre 2021 attraverso il canale YouTube del cantautore.

## Tracce
Testi e musiche di Alessio Mininni, Diego Calvetti e Luca Giura.
1. Bari NY – 3:20